# Yankey Willems
Jan Willems, indicato anche come Janke e meglio noto come Yankey Willems (Paesi Bassi, XVII secolo – Honduras, 1688), è stato un pirata olandese.

## Biografia
Di nazionalità olandese, Willems collaborò con diversi pirati inglesi durante i primi anni della sua carriera come bucaniere, razziando Rio de la Hacha con Thomas Paine nel 1680. Nel settembre del 1681, col pirata inglese William Wright salpò da Bocas del Toro, catturò una nave mercantile spagnola carica di zucchero e di tabacco e si spostò poi sulla costa caraibica della Nuova Granada (attuale Colombia). Utilizzando  la nave spagnola catturata, Willems cedette la sua vecchia imbarcazione a Wright, che diede fuoco alla propria. Tentarono insieme di assediare un cargo spagnolo presso Curaçao, ma vennero costretti ad abbandonare l'operazione. Sempre con Wright, si portò quindi verso le Islas Las Aves e Los Roques dove rimasero sino al febbraio del 1682, partendo presumibilmente poco dopo. L'anno successivo, Willelms fu tra coloro che furono presenti alla conferenza sul Roatan, una delle più grandi riunioni dei "Fratelli della Costa".
Willems, assieme a Laurens de Graaf, Nicholas van Hoorn ed a Michel de Grammont, riuscì a razziare Veracruz il 17 maggio 1683. Utilizzando due galeoni spagnoli catturati in precedenza come avanguardia, Willems e Laurens de Graaf riuscirono a infiltrarsi nel porto spagnolo alle prime ore della giornata e sbarcarono a riva una piccola forza. I bucanieri scorsero le postazioni di guardia dove molti soldati dormivano ancora e conquistarono così le difese della città permettendo quindi al resto della flotta di entrare nel porto. Dopo tre o quattro giorni, Willems e gli altri razziarono la città, ritirandosi poi alla vista della flotta della Nuova Spagna. A fine novembre, si unì a Michiel Andrieszoon, Francois Le Sage ed a Laurens de Graaf nell'attacco a Cartagena che portò ad un contrasto col governatore Juan de Pando Estrada.
Il governatore della Giamaica, Thomas Lynch, tentò di convocare Willems per proporgli un accordo per la cattura del pirata francese Jean Hamlin nel 1683 dopo che due navi della marina ed il pirata inglese John Coxon avevano fallito; Willem però rifiutò l'offerta di Lynch.
Willelms prese poi parte all'incursione di de Graaf contro Cartagena nel 1684 e contro Campeche nel 1685. Dopo l'operazione su Cartagena, de Graaf cedette a Willems la sua vecchia ammiraglia, la Princesa; con questa nave Willelms salpò assieme all'amico bucaniere olandese Jacob Evertson,  e risulta che morì nel golfo dell'Honduras nel 1688, probabilmente assieme a Evertson; la loro ciurma si unì al capitano George Peterson.